# Portación oculta de arma
Portación oculta de arma, también denominada portación oculta o por su acrónimo en Inglés CCW (carrying a concealed weapon) hace referencia a la práctica de portar un arma de fuego u otra arma en público de manera no visible, ya sea sobre la persona o en cercana proximidad a la persona.

## Regulación por país

### México
En México la emisión de una licencia particular individual de portación de arma de fuego, a pesar de estar garantizada como derecho en el Artículo 10 de la Constitución de 1917, no es ni común ni fácil de obtener. El Artículo 10 de la Constitución cita:
"Los habitantes de los Estados Unidos Mexicanos tienen derecho a poseer armas en su domicilio, para su seguridad y legitima defensa, con excepción por la ley federal y de las reservadas para uso exclusivo del Ejército, Armada, Fuerza Aérea y Guardia Nacional. La ley federal determinara los casos, condiciones, requisitos y lugares en los que se podrá autorizar a los habitantes a portar armas."
Incluso cuando se otorga el permiso de portación, éste suele estar limitado a armas de las permitidas a civiles (también llamadas "de uso no-exclusivo del ejército"). La portación de armas en México se limita a aquellas detalladas en los artículos 8 y 9 de la Ley Federal de Armas de Fuego y Explosivos. el cual a la letra dice:
Pueden poseerse o portarse, en los términos y con las limitaciones establecidas por esta Ley, armas de las características siguientes:
I. Pistolas de funcionamiento semi-automático de calibre no superior al .380" (9 mm.), quedando exceptuadas las pistolas calibres .38" Super y .38" Comando, y también en calibres 9 mm. las Mausser, Luger, Parabellum y Comando, así como los modelos similares del mismo calibre de las exceptuadas, de otras marcas.
II. Revólveres en calibres no superiores al .38" Especial, quedando exceptuado el calibre .357" Magnum.
Los ejidatarios, comuneros y jornaleros del campo, fuera de las zonas urbanas, podrán poseer y portar con la sola manifestación, un arma de las ya mencionadas, o un rifle de calibre .22", o una escopeta de cualquier calibre, excepto de las de cañón de longitud inferior a 635 mm. (25"), y las de calibre superior al 12 (.729" ó 18.5 mm.).
III. Las que menciona el artículo 10 de esta Ley.
IV. Las que integren colecciones de armas, en los términos de los artículos 21 y 22.
La emisión de licencias de portación en México es semejante al modelo Norteamericano de "may-issue" (podrán emitir) en el cual las autoridades responsables de emitir dichas licencias (la Secretaría de la Defensa Nacional) se reserva el derecho de emisión de manera discrecional.

### Estados Unidos
La portación oculta es legal en la mayor parte de las jurisdicciones de los Estados Unidos. Un puñado de estados y jurisdicciones restringen severamente o prohíben tácitamente la portación oculta. No obstante, todas las jurisdicciones excepto las del estado de Illinois y Distrito de Columbia tienen provisiones legales para la emisión de licencias de portación oculta. 
La mayor parte de los estados que requieren de licencias para portar armas poseen estatutos de "deberán emitir" haciendo referencia a que deben emitir dichas licencias cuando les son solicitadas por ciudadanos que cumplan con determinados requisitos. La autoridad responsable de emitir dichas licencias es la oficina de seguridad pública estatal (State Troopers) y deben hacerlo sin discrecionalidades. Algunos estados Norteamericanos (California, New Jersey, New York, Maryland y Massachusetts) poseen modelos legales de emisión de licencias tipo "may-issue" en los cuales existen criterios discrecionales para emitir dichas licencias. En algunos de estos estados(Massachusetts, New York y California) la emisión de licencias depende no de las autoridades estatales sino de las del condado. En estos estados, la emisión de licencias suele ser más permisiva para habitantes de regiones rurales y ciertas regiones suburbanas pero normalmente restringida para habitantes de ciudades como Boston, New York y San Francisco. Los estados con estatutos "may-issue" normalmente requieren que la persona que solicita licencias entregue un documento explicando las causas justificables por las cuales requiere de dicho permiso.
Incluso los estados que poseen lineamientos discrecionales para la emisión de licencias de portación oculta respetan aquellas emitidas por otros estados bajo la cláusula de "Fe y Crédito Completo de la Constitución Norteamericana". No obstante, muchos estados no reconocen permisos emitidos a sus residentes en otros estados y muy pocos estados no reconocen ningún permiso emitido por otro estado.